# الشيعة (عمران)
الشيعة هي إحدى قرى الجمهورية اليمنية. وهي تتبع جغرافيًا لمحافظة عمران. وإداريًا لمديرية عمران. يبلغ تعداد سكانها 1319 نسمة حسب الإحصاء الذي جرى عام 2004.